# Georgië op de Olympische Winterspelen 2010

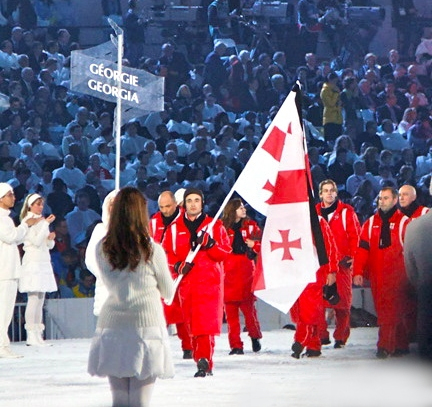
Het Georgische team in rouw bij de opening

Tijdens de Olympische Winterspelen van 2010, die in Vancouver (Canada) werden gehouden, nam Georgië voor de vijfde keer deel aan de Winterspelen.

## Overlijden Nodar Koemaritasjvili
Vlak voor de officiële opening van de Olympische Winterspelen in het BC Place Stadium verongelukte de Georgische rodelaar Nodar Koemaritasjvili tijdens een training in Whistler Sliding Centre. De Georgiër vloog met meer dan 140 kilometer per uur uit de bocht en botste tegen een betonnen pilaar. Reanimatie mocht niet meer baten en Koemaritasjvili overleed kort erna.
Ondanks het ongeval besloot het Georgische team mee te lopen tijdens de openingsceremonie, de Georgiërs droegen wel rouwbanden. De organisatie droeg de ceremonie op Koemaritasjvili. Tijdens de ceremonie werd een aantal keer stil gestaan bij zijn overlijden. Er werd een minuut stilte gehouden waarbij de Canadese en olympische vlag halfstok hingen, IOC-voorzitter Jacques Rogge betuigde namens de olympische familie zijn medeleven. De voorzitter van het organisatiecomité Vanoc, John Furlong, riep de atleten op om de olympische droom van de Georgiër op hun schouders mee te dragen en deel te nemen met zijn ziel in het hart.

## Deelnemers en resultaten
(m) = mannen, (v) = vrouwen 

### Alpineskiën
| Olympiër           | Discipline       | Resultaat | Prestatie                          |
| ------------------ | ---------------- | --------- | ---------------------------------- |
| Jaba Gelashvili    | reuzenslalom (m) | 50e       | 2.50,32 (+12,49) — 1.23,61+1.26,71 |
| Jaba Gelashvili    | slalom (m)       | DNF-1     | opgave run 1                       |
| Iason Abramashvili | reuzenslalom (m) | 46e       | 2.47,23 (+9,40) — 1.21,85+1.25,38  |
| Iason Abramashvili | slalom (m)       | DSQ-2     | diskwalificatie run 2 — 51,89+DSQ  |
|                    |                  |           |                                    |
| Nino Tsiklauri     | reuzenslalom (v) | DNF-1     | opgave run 1                       |
| Nino Tsiklauri     | slalom (v)       | 50e       | 2.02,32 (+19,43) — 59,77+1.02,55   |

### Kunstrijden
| Olympiër                    | Discipline | Resultaat | Prestatie                                                                 |
| --------------------------- | ---------- | --------- | ------------------------------------------------------------------------- |
| Elene Gedevanishvili        | vrouwen    | 14e       | 155,24 (korte kür: 61.92, vrije kür: 93.32)                               |
| Allison Reed Otar Japaridze | ijsdansen  | 22e       | 132,32 {verplichte dans: 26.65, originele dans: 42.22, vrije dans: 63.45) |

### Rodelen
| Olympiër              | Discipline | Resultaat | Prestatie    |
| --------------------- | ---------- | --------- | ------------ |
| Levan Gureshidze      | mannen     | dns       | niet gestart |
| Nodar Koemaritasjvili | mannen     | dns       | niet gestart |

Albanië · Algerije · Andorra · Argentinië · Armenië · Australië · Azerbeidzjan · België · Bermuda · Bosnië en Herzegovina · Brazilië · Bulgarije · Canada · Chili · China · Chinees Taipei · Colombia · Cyprus · Denemarken · Duitsland · Estland · Ethiopië · Finland · Frankrijk · Georgië · Ghana · Griekenland · Groot-Brittannië · Hongarije · Hongkong · Ierland · IJsland · India · Iran · Israël · Italië · Jamaica · Japan · Kaaimaneilanden · Kazachstan · Kirgizië · Kroatië · Letland · Libanon · Liechtenstein · Litouwen · Macedonië · Marokko · Mexico · Moldavië · Monaco · Mongolië · Montenegro · Nederland · Nepal · Nieuw-Zeeland · Noord-Korea · Noorwegen · Oekraïne · Oezbekistan · Oostenrijk · Pakistan · Peru · Polen · Portugal · Roemenië · Rusland · San Marino · Senegal · Servië · Slovenië · Slowakije · Spanje · Tadzjikistan · Tsjechië · Turkije · Verenigde Staten · Wit-Rusland · Zuid-Afrika · Zuid-Korea · Zweden · Zwitserland